# Analytisk plangeometri
Den analytiske plangeometri er en naturlig videreudvikling af geometri og trigonometri. Geometriske elementer som linjer, vinkler, polygoner og cirkler kan du indlægge i det retvinklede koordinatsystem, og du vil se at disse elementer kan få en beregningsmæssig formel, som du kan arbejde med. 
Formler ofte brugt i analytisk plangeometri:
- Afstandsformlen
- Linjens ligning
- Cirklens ligning
- Den rette linje ud fra et koordinatsæt til et punkt og stigningstal
- Skæring mellem linjer